# Vastex
Vastex Vaslui este o companie producătoare de textile din România.
Compania este controlată de Castrum Corporation, care deține un pachet de 69,88% din acțiuni, în timp ce SIF Moldova are 13,94% din titluri.
Castrum Corporation face parte din Castrum Grup, care mai deține firmele Castrum Electric, Econsult, Metecom, Saturn, SAS Grup, Comat Auto și Auto Cobălcescu.
Titlurile companiei sunt listate la categoria de bază a pieței Rasdaq, sub simbolul VASX.
Număr de angajați în 2009: 665
Cifra de afaceri:
- 2007: 63,1 milioane lei (17,4 milioane euro)[2]
- 2006: 47,2 milioane lei[4]

Venit net:
- 2007: 4,6 milioane lei (1,2 milioane euro)[2]
- 2006: 3,5 milioane lei[4]